# Justynów (powiat sochaczewski)
Justynów – wieś w Polsce położona w województwie mazowieckim, w powiecie sochaczewskim, w gminie Młodzieszyn. Ma status sołectwa.
| SIMC    | Nazwa            | Rodzaj    |
| ------- | ---------------- | --------- |
| 0731933 | Justynów-Kujawki | część wsi |

W latach 1975–1998 miejscowość należała administracyjnie do województwa skierniewickiego.